# Tvarditsa (huyện)
Tvarditsa là một huyện thuộc tỉnh Sliven, Bungaria. Dân số thời điểm năm 2001 là 14927 người.